# Telmo Correia
Telmo Augusto Gomes de Noronha Correia (ur. 4 lutego 1960 w Lizbonie) – portugalski polityk, prawnik, nauczyciel akademicki i samorządowiec, działacz Centrum Demokratycznego i Społecznego – Partii Ludowej (CDS/PP), parlamentarzysta, w latach 2004–2005 minister turystyki.

## Życiorys
W 1987 ukończył studia prawnicze na Uniwersytecie Lizbońskim. Podjął praktykę w zawodzie adwokata, został też nauczycielem akademickim na Universidade Lusófona de Humanidades e Tecnologias i na Universidade Internacional.
Zaangażował się w działalność polityczną w ramach CDS/PP, przewodniczył organizacji młodzieżowej Juventude Centrista. W 2007 został wiceprzewodniczącym partii. Od 1997 pełnił różne funkcje w samorządzie Lizbony, do 2001 wchodził w skład zarządu miasta (câmara municipal). W 1999 pierwszy raz wybrano go w skład Zgromadzenia Republiki. Z powodzeniem ubiegał się o reelekcję w wyborach 2002, 2005, 2009, 2011, 2015 i 2019.
Od lipca 2004 do marca 2005 sprawował urząd ministra turystyki w gabinecie Pedra Santany Lopesa. W latach 2005–2007 zajmował stanowisko wiceprzewodniczącego Zgromadzenia Republiki. W kwietniu 2024 objął stanowisko sekretarza stanu w ministerstwie administracji i spraw wewnętrznych w rządzie Luísa Montenegra. Pozostał na tej funkcji także w utworzonym w czerwcu 2025 jego drugim gabinecie.